# Syzygium rama-varmae
Syzygium rama-varmae là một loài thực vật có hoa trong Họ Đào kim nương. Loài này được (Bourd.) Chithra miêu tả khoa học đầu tiên năm 1983.